# Hadjački sporazum
Hadjački sporazum (ukr. Гадяцький договір, pol. Unia Hadziacka) je politički sporazum potpisan 1658. za vrijeme Švedske invazije na Poljsku između predstavnika Zaporoške Republike odnosno ukrajinskog Hetmanata na čelu s predstavnicima Ivanom Vihovskim i Jurijem Nemiričem s jedne strane, i političkih predstavnika Poljsko-Litavske Unije na čelu sa S. Bieniewskim i K. Jewłaszewskim s druge strane.
Najvažnija odredba Hadjačkog sporazuma je bila uspostavljanje autonomne Velike kneževina Ruske u sklopu federativne državne zajednice Unija tri naroda. U istoj federativnoj državnoj zajednici Poljaci, Litavci (zapravo svi narodi Velikog Vojvodstva Litve izuzev Ukrajinaca - tu su spadale čitave današnja Bjelorusija, Estonija, Latvija i Litva) i Ukrajinci (tada poznati kao Rusini) su trebali imati jednaka politička i društvena prava. 

## Vanjske poveznice
- Treaty of Hadiache (eng.)
- The Question of Russo-Ukrainian Unity and Ukrainian Distinctiveness in Early Modern Ukrainian Thought and Culture (eng.)
- Jak Powstała Rzeczpospolita Trzech Narodów, Zbigniew Święch, Alma Mater (pol.)